# 汪瑞闓
汪 瑞闓（おう ずいがい）は、中華民国の政治家。中華民国維新政府、南京国民政府（汪兆銘政権）で浙江省の長をつとめた。

## 事績
1912年（民国元年）12月16日、江西省の初代民政長に就任した。第二革命（二次革命）前後に事実上辞職している（正式な罷免は1914年4月）。1916年（民国5年）2月10日、参政院参政に任命された。1921年（民国10年）8月18日、紙菸捐務駐滬総弁に任命され、1924年（民国13年）11月21日まで在任した。
中華民国維新政府が成立した後の1938年（民国27年）5月、浙江省政府が正式に組織され、汪瑞闓が省長に任命された。翌1939年（民国28年）1月3日、汪瑞闓は刺客の銃撃に遭い負傷している。汪兆銘（汪精衛）が南京国民政府を樹立した後も、汪瑞闓は浙江省長にとどまっている。1940年（民国29年）10月、浙江省政府が省主席制に改組されても、そのまま省政府主席に留任した。1941年（民国30年）1月24日、省政府主席在任中に杭州市で死去。享年67（満65歳）。

## 注
1. ↑  王（2012）掲載の家譜による。ただし本文中では生年を「1873年」としている。
2. 1 2 3  中華民国政府官職資料庫「姓名：汪瑞闓」
3. ↑  劉主編（1995）、262-263頁。
4. ↑  劉主編（1995）、171頁。
5. ↑  中国杭州ホームページ。
6. ↑  劉主編（1995）、1109-1110頁。王（2012）。